# Bozsjákó vára
Bozsjákó vára egy középkori várhely Horvátországban, a Zágráb megyei Božjakovina település határában. 

## Fekvése
Pontos helye nem ismert. Lejla Dobronić horvát történész a brckovljani Szent Bereck plébániatemplom közelébe, a templomtól keletre Gračec irányába húzódó erdős dombvonulatra helyezi. Gračec nevét is az egykori várral hozza összefüggésbe. Mások az erősséget és a kolostort a prozorjei egykori Szent Márton templom közelébe helyezik.

## Története
A Zelina melletti birtokot, melyet eredetileg Szent Mártonnak ("terra Sancti Martini") neveztek még 1206-ban adományozta II. András király a templomosoknak, akiket a horvát köznyelv božjacinak, azaz istenes lovagoknak nevezett. Birtokközpontjukat pedig róluk Božjakovinának nevezték el. A birtok a 14. században lett a johannita lovagoké. Bozsjákó várát 1510-ben „castrum Bosyako” alakban említik először. A johanniták távozása után a birtok a vránai perjelség uralma alá került. 1573-ban Tahy Ferenc birtoka lett. 1591-ben a török a várat és a kolostort is lerombolta. 1610 körül a várat újjáépítették, de 1672-ben már újra romos volt. A korabeli leírások szerint nagyrészt fából épített, vízivár jellegű építmény volt. 1592-ben Tahy a birtokot lánytestvérének és sógorának Jankovich Ferencnek zálogosította el. 1597-ben tőlük erővel vette el Zrínyi György királyi tárnokmester és egészen 1671-ig Zrínyi Péter haláláig a család kezén maradt. Ekkor hűtlenség címén a kincstáré lett, majd 1686-ban I. Lipót király 18733 rajnai forintért Draskovich Jánosnak és feleségének Nádasdy Máriának adta el és ezután 197 évig a Draskovichok birtoka maradt. A család a 18. század elején a romos várkastély helyett építtette fel Blahimir kastélyát.